# Шлиссельбург
Шлиссельбу́рг (нем. Schlüsselburg «ключ-город») — город (с 1780 года) в Кировском районе Ленинградской области. Образует Шлиссельбургское городское поселение.
Основан в 1323 году как новгородская крепость Орешек; ныне музей — филиал музея истории Санкт-Петербурга.

## Этимология
Город был основан новгородским князем Юрием Даниловичем в 1323 году, заложившим на острове Ореховый (здесь росло много лещины — лесного ореха) деревянную крепость. Она была названа по имени острова Орешек. В 1613 году крепость была захвачена шведами и русское название Орешек трансформировалось в Нётеборг (швед. nöt — «орех», borg — «крепость»). В 1702 году была освобождена русскими войсками и тогда же переименована в Шлиссельбург, буквально — «ключ-крепость» (нем. Schlüssel — «ключ», Burg — «крепость»); употреблялось и более близкое к немецкому Шлюссельбург, откуда народное название Шлюшин. Петром I использовалась также форма Шлютельбурх (из нидерл. Sleutelburcht с тем же значением «ключ-крепость»). Находившееся напротив крепости на левом берегу Невы селение Спас-Городенка или Спас-на-Неве (название по церкви) в 1755 году было преобразовано в уездный город и названо по крепости Шлиссельбург, образовав с ней в административном отношении единое целое. В 1944 году город с целью устранения немецкого названия переименован в Петрокрепость, в 1992 году ему возвращено историческое название Шлиссельбург.

## История

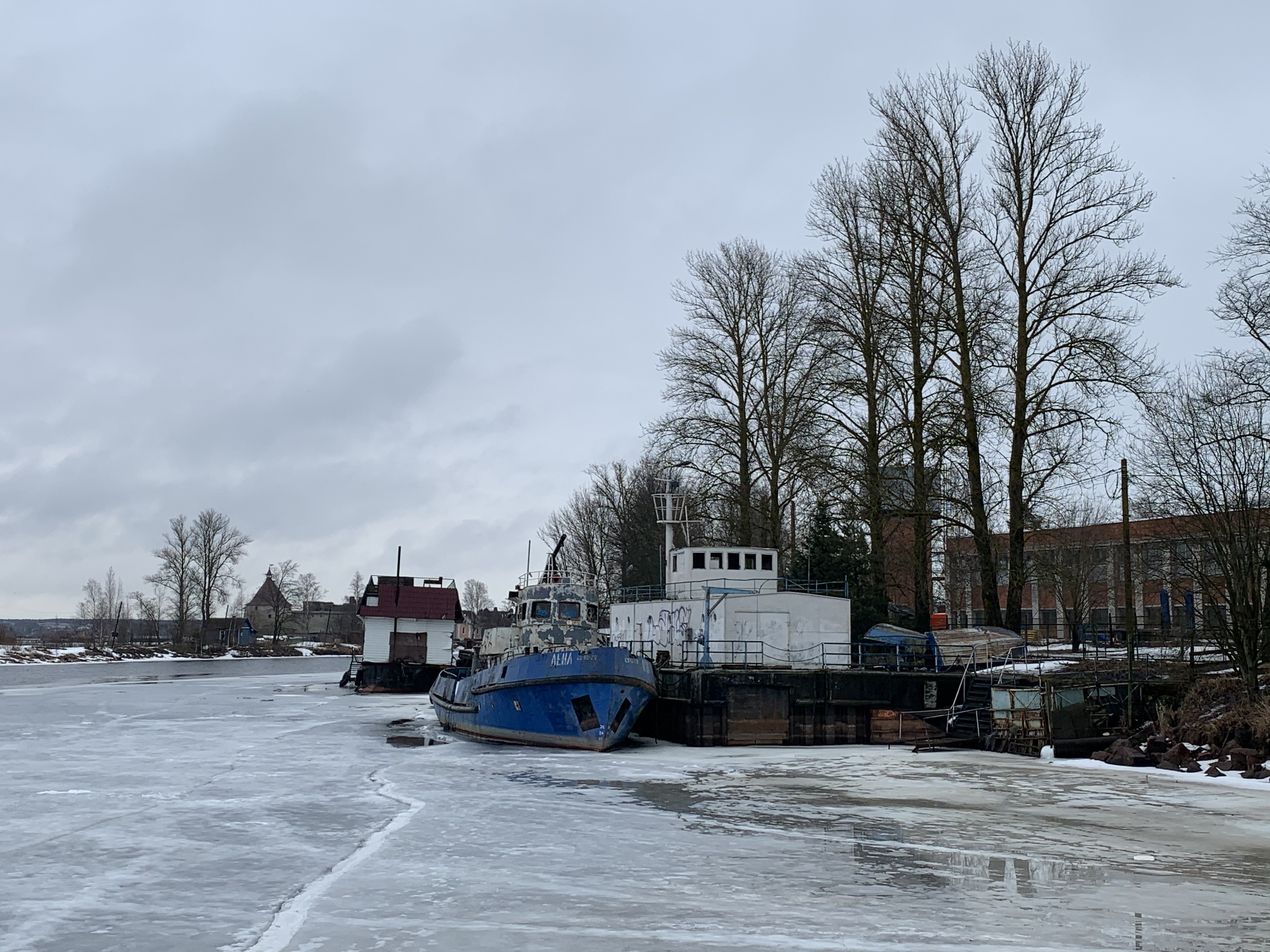
Переправа в крепость Орешек

Город был основан в 1323 году, а в 1353 году новгородцы заложили каменную крепость, возвели здесь крепостные стены и башни.
Шведы не раз осаждали Орешек, стремясь оттеснить Новгородскую республику от моря, и он неоднократно переходил из рук в руки. В 1613 году, во время шведской интервенции, крепость была захвачена шведами. Они переименовали её в Нотебург (швед. Nöteborg, Нётеборг из швед. nöt, нёт = орех, швед. borg, борг — крепость, город). В июне 1656 года в ходе Русско-шведской войны (1656—1658) отрядам воеводы П. И. Потёмкина удалось занять утраченные в 1613 году земли Водской пятины и блокировать шведов в крепости, однако сама крепость, в отличие от Ниеншанца, так и не была взята.
В 1702 году город был отвоёван у шведов Петром I, который дал ему нынешнее название (другой вариант — Шлюсенбург, простонародное название — Шлюшин, также встречается вариант Шлюшенбург). В 1780 году посад на левом берегу Невы был преобразован в уездный город Шлиссельбург Санкт-Петербургской губернии.

ШЛИССЕЛЬБУРГЪ (ШЛЮШИНЪ) — город уездный с крепостью при истоке реки Невы из Ладожского озера;
 от Санкт-Петербурга — 60 вёрст, от Москвы — 664 версты, число домов — 392, число жителей: 3240 м. п., 1609 ж. п.;
 Церквей православных четыре. Приходское училище и школа кантонистов. Станция почтовая и телеграфная. Фабрика ситцевая. Квартира 1-го стана. (1862 год)

В предреволюционные годы в крепости на Ореховом острове действовала тюрьма, где содержались политические и уголовные преступники. После Февральской революции 1917 года они оказались на свободе. В их числе коммунист-анархист Иустин Жук, устроившийся на Шлиссельбургский пороховой завод слесарем и ставший лидером трудовой коммуны, которая фактически установила контроль над заводом и городом. В Шлиссельбурге Жук организовал интернат для детей рабочих. Будучи уездным комиссаром по продовольствию, он неоднократно ездил в родные места на Украину, где добывал продовольствие. Шлиссельбургская коммуна снабжала петроградских революционеров взрывчаткой, а красногвардейцы под командованием Жука участвовали в штурме Зимнего дворца и отражении наступления Северо-Ингерманландского полка под командованием Ю. Эльфенгрена. Жук погиб в бою в районе деревни Грузино 25 октября 1919 г., ныне его имя носит одна из центральных улиц Шлиссельбурга.
В 1920-х—1930-х годах Ленинградским ветеринарно-зоотехническим институтом на острове проводились работы в области военной биологии — поиск подходящих биологических возбудителей болезней людей и животных. Среди прочего, велись работы с бактериями сибирской язвы, сапа, туберкулёза.
В годы Великой Отечественной войны город был оккупирован (8 сентября 1941 года), в то же время сама крепость в течение 500 дней держала героическую оборону, не позволив немецким войскам переправиться на правый берег Невы. 25 сентября 1941 года в районе города был высажен кораблями Ладожской военной флотилии и погиб Шлиссельбургский десант. 18 января 1943 года в ходе операции «Искра» город был освобождён частями 67-й армии Ленинградского фронта: 86-й стрелковой дивизией, отдельным батальоном бронеавтомобилей 61-й танковой бригады и 34-й лыжной бригадой. Сразу после освобождения города началось строительство временной железнодорожной переправы через Неву. Она была возведена под постоянными обстрелами с немецкой стороны в рекордные сроки: на постройку свайно-ледовой переправы ушло всего 17 дней.
3 февраля 1943 года было принято постановление ГКО СССР о строительстве железнодорожного моста через реку Неву в районе города Шлиссельбурга и был построен деревянный высоководный свайный мост. Первый состав с продовольствием, прошедший по ветке Шлиссельбург — Поляны, прибыл в Ленинград уже 7 февраля 1943 года. За ночь по мосту проходило 20-25 поездов, позднее — до 35.
С 27 января 1944 года город носил имя Петрокрепость. 23 марта 1992 года указом Президиума Верховного Совета РФ № 2568-1 городу было возвращено его историческое название Шлиссельбург.
12 апреля 1993 года указом Президиума Верховного Совета РФ № 4783-1 Шлиссельбург был отнесён к категории городов областного подчинения.
В 1996 году вышел из состава Кировского района, став самостоятельным муниципальным образованием. 1 января 2006 года вновь вошёл в Кировский район как городское поселение.
До 2010 года Шлиссельбург имел статус исторического поселения, однако совместным приказом Министерства культуры и Министерства регионального развития РФ от 29 июля 2010 года № 418/339 город был этого статуса лишён.
28 сентября 2020 года приказом Комитета по культуре Ленинградской области № 01-03/20-256 Шлиссельбург был включён в перечень исторических поселений, имеющих особое значение для истории и культуры Ленинградской области.

## География
Город расположен в северо-западной части района на левом берегу Невы у её истока из Ладожского озера.
В городе берут начало автодороги 41К-128 (подъезд к гор. Шлиссельбург) и 41К-127 (Шлиссельбург — Назия).
Расстояние до районного центра — 6 км.
Расстояние до Санкт-Петербурга — 50 км.

### Климат
| Показатель              | Янв. | Фев. | Март | Апр. | Май  | Июнь | Июль | Авг. | Сен. | Окт. | Нояб. | Дек. | Год |
| ----------------------- | ---- | ---- | ---- | ---- | ---- | ---- | ---- | ---- | ---- | ---- | ----- | ---- | --- |
| Средняя температура, °C | −5,9 | −6   | −2   | 4,3  | 10,4 | 15,1 | 17,9 | 16,2 | 11,3 | 5,3  | −0,1  | −3,5 | 5,3 |
| Норма осадков, мм       | 50   | 39   | 37   | 40   | 50   | 69   | 85   | 83   | 62   | 68   | 61    | 57   | 699 |
| Источник:               |      |      |      |      |      |      |      |      |      |      |       |      |     |

## Население
| 1825    | 1840    | 1847    | 1856    | 1862    | 1863    | 1867    |
| ------- | ------- | ------- | ------- | ------- | ------- | ------- |
| 2693    | ↗2855   | ↘2690   | ↗3100   | ↗4849   | ↘3491   | ↗6008   |
| 1870    | 1885    | 1897    | 1910    | 1913    | 1920    | 1923    |
| ↗7892   | ↘5542   | ↘5284   | ↗7752   | ↘6300   | ↘4615   | ↗5200   |
| 1926    | 1932    | 1933    | 1935    | 1939    | 1945    | 1949    |
| ↗6300   | ↗8500   | ↗8800   | ↗10 300 | ↘9715   | ↘2379   | ↗4758   |
| 1959    | 1970    | 1979    | 1989    | 1992    | 1996    | 2000    |
| ↗7164   | ↗8466   | ↗10 212 | ↗12 589 | ↘12 500 | ↘11 900 | ↗12 000 |
| 2001    | 2002    | 2003    | 2005    | 2006    | 2008    | 2009    |
| →12 000 | ↗12 401 | ↘12 400 | ↗12 500 | →12 500 | ↗12 600 | ↗12 795 |
| 2010    | 2011    | 2012    | 2013    | 2014    | 2015    | 2016    |
| ↗13 170 | ↗13 316 | ↗13 776 | ↗14 248 | ↗14 554 | ↗14 803 | ↘14 756 |
| 2017    | 2018    | 2019    | 2020    | 2021    | 2023    | 2024    |
| ↗14 763 | ↘14 725 | ↗14 845 | ↗14 920 | ↘14 131 | ↘13 918 | ↘13 850 |
| 2025    |         |         |         |         |         |         |
| ↗13 872 |         |         |         |         |         |         |

Изменения за период с 1825 по 2020 год (тыс. чел.):
На 1 января 2025 года по численности населения город находился на 807-м месте из 1124 городов Российской Федерации.

## Местное самоуправление
Глава МО «Шлиссельбургское городское поселение» с января 2020 года — Лашков Максим Владимирович.
В ноябре 2020 года главой администрации Шлиссельбурга стал Артем Желудов. В августе 2023 года он был арестован по обвинению в превышении должностных полномочий, приведших к тяжким последствиям, и помещен в СИЗО «Кресты». После этого его отстранили за «прогулы», и врио мэра стал Спартак Чхетия. После изменения меры пресечения (освобождение, запрет пределенных действий) утром 9 октября Желудов с группой сторонников, вооруженных болгарками и цепями, силой захватил мэрию, объявил свое отстранение незаконным и уволил преемника. Днем сотрудники правоохранительных органов смогли освободить здание. 12 октября Кировский городской суд Ленобласти повторно арестовал Желудова на 10 дней
Глава администрации с октября 2023 года — Чхетия Спартак Бежанович.

## Экономика
Основное предприятие города — Невский судостроительно-судоремонтный завод — основано в 1913 году. Направления деятельности предприятия — строительство, ремонт и техническое обслуживание флота.

## Транспорт
С Санкт-Петербургом Шлиссельбург связан автобусными маршрутами:
- № 440 до станции метро  Рыбацкое
- № 575 до станции метро  Улица Дыбенко

Осуществляется речное сообщение до крепости Орешек и посёлка имени Морозова.

## Достопримечательности
- Музей-заповедник «Прорыв блокады Ленинграда»
- Крепость Орешек — филиал Музея истории Санкт-Петербурга.
- Краеведческий музей
- Экспозиция Военно-технического музея «Эхо великих сражений»[80]
- Памятник Петру I
- Благовещенский собор
- Никольская церковь
- Староладожский канал

Указом Президента Российской Федерации от 20 февраля 1995 г. № 176 «Об утверждении Перечня объектов исторического и культурного наследия федерального (общероссийского) значения» к памятникам градостроительства и архитектуры отнесены:
- Ансамбль Красной площади, XVIII—XIX вв.:
  - Благовещенский собор, 1764—1818 гг.
  - Никольская церковь, 1770—1853 гг.
  - часовня, 1864 г.

## Фото

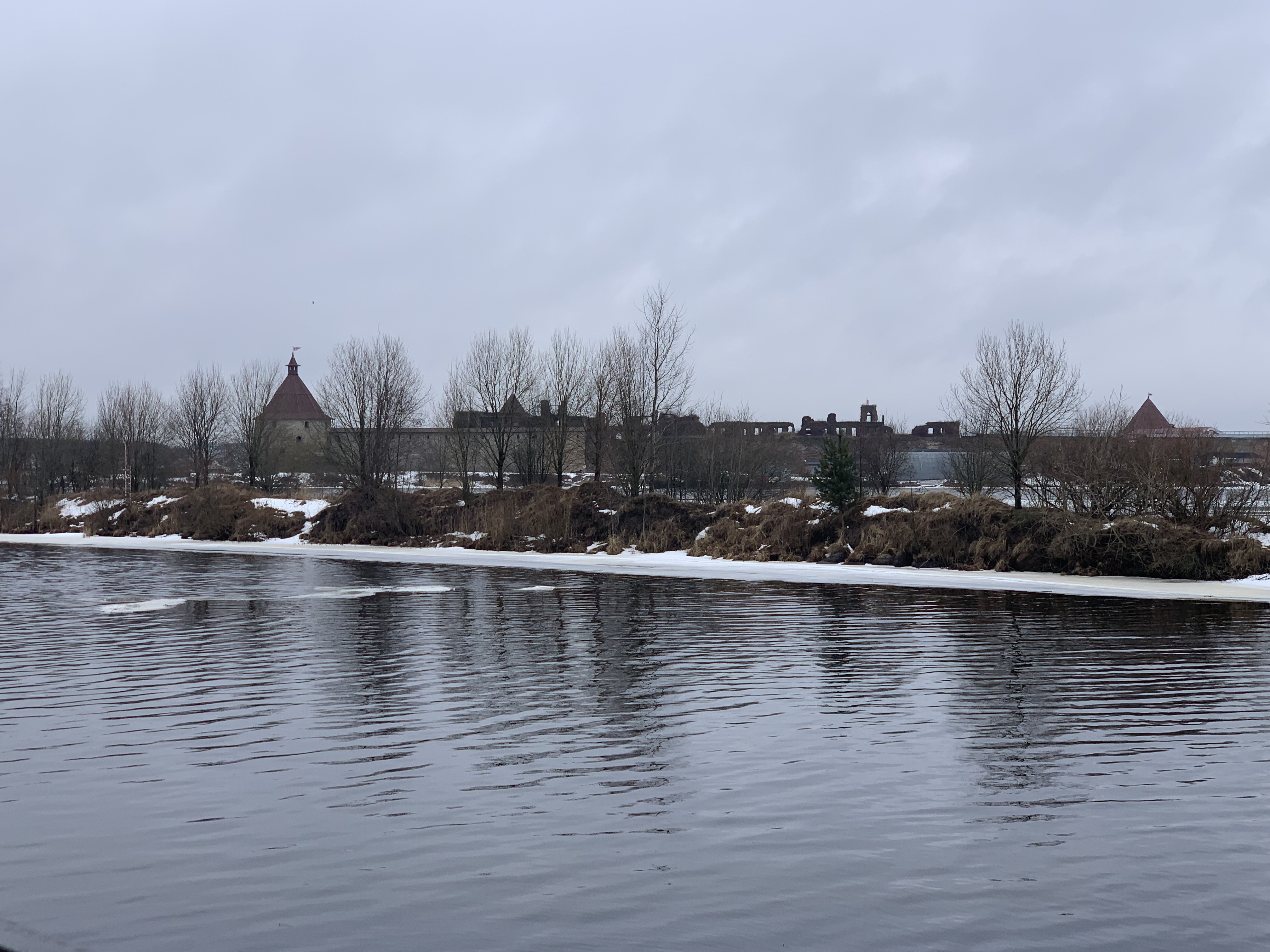
Крепость Орешек, Шлиссельбург. 2021 год
Дома на углу Затонной и Комсомольской улиц, Шлиссельбург. 2025 год
Дома по Затонной улице, Шлиссельбург. 2025 год